# Elizabeth Teixeira
Elizabeth Altino Teixeira (Sapé, 13 de fevereiro de 1925) é uma trabalhadora rural e ativista brasileira.
Enfrentou a família de pequenos proprietários ao se casar com João Pedro Teixeira, trabalhador sem terra e negro. Ao lado dele, militou nas Ligas Camponesas na Paraíba. Em 1962, após o assassinato do companheiro, assumiu a liderança da organização no município de Sapé. Em diversas ocasiões foi presa. Numa de suas voltas para casa, descobriu que a filha mais velha, Marluce, havia cometido suicídio, acreditando que a mãe havia sofrido o mesmo destino que o pai. Com o golpe militar de 1964, teve que passar para a clandestinidade, adotando o nome de Marta Maria Costa e se refugiou em São Rafael (Rio Grande do Norte), com o filho Carlos.
Permaneceu clandestina até 1981, quando foi encontrada pelo cineasta Eduardo Coutinho, que retomara as filmagens de seu documentário Cabra Marcado para Morrer. Foi morar em João Pessoa, numa casa que ganhou de Coutinho.
Foi homenageada com o Diploma Bertha Lutz e a Medalha Epitácio Pessoa.
A casa onde viveu com João Pedro, em Sapé, foi tombada e destinada a abrigar o Memorial das Ligas Camponesas, em 2011.